# Satanic Blood Angel
Satanic Blood Angel – album-kompilacja amerykańskiego zespołu black metalowego Von.
Na albumie znajdują się dema – Satanic Blood i niewydane Blood Angel – oraz nagrania z koncertów, które zagrali w rodzimym mieście, czyli San Francisco, USA. 
Materiał wydany został w dwóch wersjach. Nuclear War Now! Productions wydało dwupłytowy album, zaś From Beyond Productions – jednopłytowy. Obie wersje wyszły w roku 2003. Jedynymi oficjalnymi nagraniami Von jest owa kompilacja oraz demo Satanic Blood.

## Lista utworów
CD1 (piosenki 1-8: Satanic Blood; piosenki 9-14: Blood Angel)
1. Devil Pig - 02:23
2. Veinen - 02:26
3. Watain - 02:49
4. Lamb - 01:41
5. Veadtuck - 03:17
6. Satanic Blood - 02:05
7. Christ Fire - 02:56
8. Von - 02:25
9. Evisc - 01:56
10. Release - 01:18
11. Blood Angel - 01:27
12. Chalice of Blood - 04:06
13. Vennt - 02:16
14. Backskin - 03:21

CD2 (koncert w San Francisco)
1. Veinen - 02:27
2. Watain - 03:02
3. Lamb - 01:34
4. Evisc - 01:59
5. Release - 01:20
6. Satanic Blood - 02:18
7. Veadtuck - 03:11
8. Chalice of Blood - 04:12
9. Goat Christ - 01:42
10. Vennt - 02:11
11. Dissection Inhuman - 02:27
12. Von - 02:58

## Twórcy
- Goat - śpiew, gitara elektryczna, okładka albumu
- Kill - gitara basowa
- Snake - perkusja